# Thalía (album 2003)
Thalía è il settimo album in studio della cantante messicana Thalía, pubblicato nel 2003.
Si tratta del primo album in lingua inglese.

## Tracce
1. I Want You (feat. Fat Joe) – 3:51
2. Baby, I'm In Love – 3:54
3. Misbehavin' – 3:38
4. Don't Look Back – 3:15
5. Another Girl – 3:46
6. What's It Gonna Be Boy? – 3:40
7. Closer to You – 3:56
8. Save The Day – 3:45
9. Tú y Yo (English version) – 3:43
10. Dance Dance (The Mexican) (Hex Hector Club Mix) – 8:46
11. Me Pones Sexy (I Want You) (feat. Fat Joe) – 3:46
12. Alguien Real (Baby, I'm in Love) – 3:56
13. Cerca de ti (Closer to You) – 3:57
14. Toda la felicidad (Don't Look Back) – 3:17

## Classifiche
| Paese           | Posizione più alta |
| --------------- | ------------------ |
| Argentina       | 3                  |
| Repubblica Ceca | 27                 |